# Акахете (Пуэбла)
Акахете (исп. Acajete, букв. перев. с астекского котлован с водой на горе) — город в Мексике, штат Пуэбла, административный центр одноимённого муниципалитета. По данным переписи 2010 года, численность населения составила 20 923 человека.

## История
Город был основан в 1521—1523 годах испанскими переселенцами.